# Richard Bodéüs

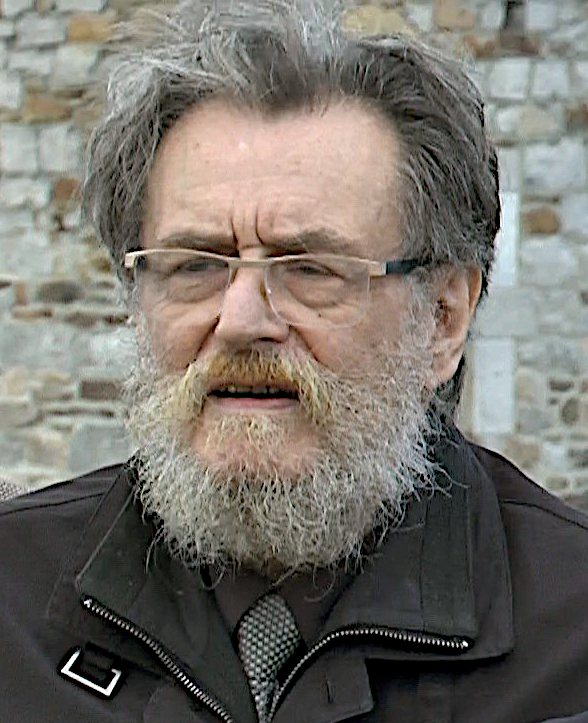
Richard Bodéüs, 2023

Richard Bodéüs (* 3. März 1948 in Hermée, Belgien) ist ein belgisch-kanadischer Philosophiehistoriker.
Promoviert in Philosophie und Literatur, ist Bodéüs seit 1985 Professor im Département de Philosophie an der Université de Montréal. Er ist Mitglied der Société royale du Canada.
Sein Forschungsschwerpunkt ist die antike Philosophie und insbesondere das Denken des Aristoteles.

## Auszeichnungen
- Prix Acfas André-Laurendeau (1998)
- Bourse Killam (1999)

## Schriften (Auswahl)
Monographien
- Le Philosophe et la cité. Recherches sur les rapports entre morale et politique dans la pensée d'Aristote. Les Belles Lettres, Paris 1982.
- Politique et philosophie chez Aristote. Recueil d'études (Vorwort von Pierre Pellegrin). Société des études classiques, Namur 1991.
- Essays on the foundations of Aristotelian political science. University of California Press, Berkeley, Los Angeles, Oxford 1991.
- Soljénitsyne. De la philosophie éprouvée à l'art de la compréhension. Éditions du Beffroi, Québec 1991.
- Aristote et la théologie des vivants immortels. Bellarmin, Saint-Laurent (Québec) 1992.
  - Aristotle and the theology of the living immortals (Übers. Jan Edward Garrett). State University of New York Press, Albany 2000.
- The political dimensions of Aristotle's Ethics (Übers. Jan Edward Garrett). State University of New York Press, Albany 1993.
- Aristote, la justice et la cité. Presses universitaires de France, Paris 1996.
- Aristote. Une philosophie en quête de savoir. Vrin, Paris 2002.
- La véritable politique et ses vertus selon Aristote. Recueil d'études. Peeters, Louvain-la-Neuve 2004.

Übersetzungen
- Aristote, De l'âme. Flammarion, Paris 1993.
- Leibniz, Correspondance : 1663–1672. Vrin, Paris 1993.
- Aristote, Catégories. Les Belles Lettres, Paris 2001.
- Aristote, Éthique à Nicomaque. Garnier-Flammarion, Paris 2004.
- Porphyre, Commentaire aux "Catégories" d'Aristote. Vrin, Paris 2008.
- Aristote (Vorwort Roger-Pol Droit), Éthique à Nicomaque. Flammarion, Paris 2008.
- Éthique à Nicomaque Livre V, Sur la justice. Flammarion, Paris 2008.
- L'intelligence et la pensée. Grand commentaire sur le livre III du "De anima" d'Aristote (Vorwort Jean-François Mattéi). Flammarion, Paris 2008.
- Aristote, Œuvres. Gallimard, coll. « Bibliothèque de la Pléiade », Paris 2014.